# 1856年
1856年（1856 ねん）は、西暦（グレゴリオ暦）による、火曜日から始まる閏年。

## 他の紀年法
- 干支：丙辰
- 日本（天保暦）
  - 安政2年11月24日 - 安政3年12月5日
- 清
  - 咸豊5年11月24日 - 咸豊6年12月5日
- 朝鮮

  - 李氏朝鮮 : 哲宗7年
  - 檀紀4189年
- 阮朝（ベトナム）
  - 嗣徳9年
- 仏滅紀元：2398年 - 2399年
- イスラム暦：1272年4月22日 - 1273年5月4日
- ユダヤ暦：5616年4月23日 - 5617年4月4日
- 修正ユリウス日(MJD)：-1051 - -686
- リリウス日(LD)：99790 - 100155

※皇紀は、太陽暦採用と共に1873年に施行された。

※檀紀は、大韓民国で1948年9月25日に法的根拠を与えられたが、1961年年号廃止の法令を制定に伴い、1962年1月1日からは公式な場での使用禁止。

## カレンダー
| 1月 |    |    |    |    |    |    |
| 日  | 月 | 火 | 水 | 木 | 金 | 土 |
|     |    | 1  | 2  | 3  | 4  | 5  |
| 6   | 7  | 8  | 9  | 10 | 11 | 12 |
| 13  | 14 | 15 | 16 | 17 | 18 | 19 |
| 20  | 21 | 22 | 23 | 24 | 25 | 26 |
| 27  | 28 | 29 | 30 | 31 |    |    |
|     |    |    |    |    |    |    |

| 2月 |    |    |    |    |    |    |
| 日  | 月 | 火 | 水 | 木 | 金 | 土 |
|     |    |    |    |    | 1  | 2  |
| 3   | 4  | 5  | 6  | 7  | 8  | 9  |
| 10  | 11 | 12 | 13 | 14 | 15 | 16 |
| 17  | 18 | 19 | 20 | 21 | 22 | 23 |
| 24  | 25 | 26 | 27 | 28 | 29 |    |
|     |    |    |    |    |    |    |

| 3月 |    |    |    |    |    |    |
| 日  | 月 | 火 | 水 | 木 | 金 | 土 |
|     |    |    |    |    |    | 1  |
| 2   | 3  | 4  | 5  | 6  | 7  | 8  |
| 9   | 10 | 11 | 12 | 13 | 14 | 15 |
| 16  | 17 | 18 | 19 | 20 | 21 | 22 |
| 23  | 24 | 25 | 26 | 27 | 28 | 29 |
| 30  | 31 |    |    |    |    |    |
|     |    |    |    |    |    |    |

| 4月 |    |    |    |    |    |    |
| 日  | 月 | 火 | 水 | 木 | 金 | 土 |
|     |    | 1  | 2  | 3  | 4  | 5  |
| 6   | 7  | 8  | 9  | 10 | 11 | 12 |
| 13  | 14 | 15 | 16 | 17 | 18 | 19 |
| 20  | 21 | 22 | 23 | 24 | 25 | 26 |
| 27  | 28 | 29 | 30 |    |    |    |
|     |    |    |    |    |    |    |

| 5月 |    |    |    |    |    |    |
| 日  | 月 | 火 | 水 | 木 | 金 | 土 |
|     |    |    |    | 1  | 2  | 3  |
| 4   | 5  | 6  | 7  | 8  | 9  | 10 |
| 11  | 12 | 13 | 14 | 15 | 16 | 17 |
| 18  | 19 | 20 | 21 | 22 | 23 | 24 |
| 25  | 26 | 27 | 28 | 29 | 30 | 31 |
|     |    |    |    |    |    |    |

| 6月 |    |    |    |    |    |    |
| 日  | 月 | 火 | 水 | 木 | 金 | 土 |
| 1   | 2  | 3  | 4  | 5  | 6  | 7  |
| 8   | 9  | 10 | 11 | 12 | 13 | 14 |
| 15  | 16 | 17 | 18 | 19 | 20 | 21 |
| 22  | 23 | 24 | 25 | 26 | 27 | 28 |
| 29  | 30 |    |    |    |    |    |
|     |    |    |    |    |    |    |

| 7月 |    |    |    |    |    |    |
| 日  | 月 | 火 | 水 | 木 | 金 | 土 |
|     |    | 1  | 2  | 3  | 4  | 5  |
| 6   | 7  | 8  | 9  | 10 | 11 | 12 |
| 13  | 14 | 15 | 16 | 17 | 18 | 19 |
| 20  | 21 | 22 | 23 | 24 | 25 | 26 |
| 27  | 28 | 29 | 30 | 31 |    |    |
|     |    |    |    |    |    |    |

| 8月 |    |    |    |    |    |    |
| 日  | 月 | 火 | 水 | 木 | 金 | 土 |
|     |    |    |    |    | 1  | 2  |
| 3   | 4  | 5  | 6  | 7  | 8  | 9  |
| 10  | 11 | 12 | 13 | 14 | 15 | 16 |
| 17  | 18 | 19 | 20 | 21 | 22 | 23 |
| 24  | 25 | 26 | 27 | 28 | 29 | 30 |
| 31  |    |    |    |    |    |    |
|     |    |    |    |    |    |    |

| 9月 |    |    |    |    |    |    |
| 日  | 月 | 火 | 水 | 木 | 金 | 土 |
|     | 1  | 2  | 3  | 4  | 5  | 6  |
| 7   | 8  | 9  | 10 | 11 | 12 | 13 |
| 14  | 15 | 16 | 17 | 18 | 19 | 20 |
| 21  | 22 | 23 | 24 | 25 | 26 | 27 |
| 28  | 29 | 30 |    |    |    |    |
|     |    |    |    |    |    |    |

| 10月 |    |    |    |    |    |    |
| 日   | 月 | 火 | 水 | 木 | 金 | 土 |
|      |    |    | 1  | 2  | 3  | 4  |
| 5    | 6  | 7  | 8  | 9  | 10 | 11 |
| 12   | 13 | 14 | 15 | 16 | 17 | 18 |
| 19   | 20 | 21 | 22 | 23 | 24 | 25 |
| 26   | 27 | 28 | 29 | 30 | 31 |    |
|      |    |    |    |    |    |    |

| 11月 |    |    |    |    |    |    |
| 日   | 月 | 火 | 水 | 木 | 金 | 土 |
|      |    |    |    |    |    | 1  |
| 2    | 3  | 4  | 5  | 6  | 7  | 8  |
| 9    | 10 | 11 | 12 | 13 | 14 | 15 |
| 16   | 17 | 18 | 19 | 20 | 21 | 22 |
| 23   | 24 | 25 | 26 | 27 | 28 | 29 |
| 30   |    |    |    |    |    |    |
|      |    |    |    |    |    |    |

| 12月 |    |    |    |    |    |    |
| 日   | 月 | 火 | 水 | 木 | 金 | 土 |
|      | 1  | 2  | 3  | 4  | 5  | 6  |
| 7    | 8  | 9  | 10 | 11 | 12 | 13 |
| 14   | 15 | 16 | 17 | 18 | 19 | 20 |
| 21   | 22 | 23 | 24 | 25 | 26 | 27 |
| 28   | 29 | 30 | 31 |    |    |    |
|      |    |    |    |    |    |    |

## できごと
- 1月30日（安政2年12月23日） - 日蘭和親条約[要出典]
- 3月19日（安政3年2月13日） - 蕃書調所九段坂下に設置（のち移転し開成所となる）[要出典]
- 3月30日 - パリ条約締結により、クリミア戦争終結。
- 4月28日（安政3年3月24日） - 幕府により築地に講武所（のち軍艦操練所）、越中島に練兵場設置され洋式陸軍の訓練始まる。大阪安治川・木津川に台場（砲台）建設の命出る。
- 8月21日（安政3年7月21日） - 初代駐日米国領事タウンゼント・ハリス下田に米国領事館設置。
- 8月23日 - 安政八戸沖地震発生。
- 9月23日 - 安政3年の台風。
- 9月25日 - 北海道駒ヶ岳が噴火。
- 10月8日 - 清でアロー号事件が起こる。
- 11月14日（安政3年10月17日） - 初の外交主任に堀田正睦が命じられる。
- 12月8日（安政3年11月11日） - 島津家養女篤姫、将軍徳川家定に嫁ぐ。

## 誕生
- 1月11日 - クリスティアン・シンディング、作曲家（+ 1941年）
- 1月12日 - ジョン・シンガー・サージェント、画家（+ 1925年）
- 1月27日 - エドワード・ポールトン、生物学者（+ 1943年）
- 2月1日（安政2年12月25日） - 井上哲次郎、哲学者（+ 1944年）
- 2月14日 - フランク・ハリス、作家（+ 1931年）
- 2月28日 - リヒャルト・ミュールフェルト、音楽家（+ 1907年）
- 3月15日（安政3年2月9日） - 原敬[1]、ジャーナリスト・外交官・農商務官僚・第19代内閣総理大臣（+ 1921年）
- 3月17日 - ナポレオン・ウジェーヌ・ルイ・ボナパルト（ナポレオン4世）、フランスの皇太子（+ 1879年）
- 3月17日 - ミハイル・ヴルーベリ、画家（+ 1910年）
- 3月20日 - フレデリック・テイラー、技術者・経営学者（+ 1915年）
- 3月20日 - ヨーゼフ・フランツ・ワーグナー、軍楽隊長・作曲家（+ 1908年）
- 4月2日 - トミー・ボンド、メジャーリーガー（+ 1941年）
- 4月3日 - ガイ・ヘッカー、メジャーリーガー（+ 1938年）
- 4月8日 - アレクセイ・トルップ、フットマン（+ 1918年）
- 4月18日(安政3年3月14日) - 川田龍吉、実業家・男爵。(+ 1951年)
- 4月24日 - フィリップ・ペタン、ヴェルダンの英雄・フランスヴィシー政府首相（+ 1951年）
- 4月27日（咸豊6年3月23日） - 同治帝、第10代清皇帝（+ 1875年）
- 5月2日（安政3年3月28日） - 高橋順太郎、東京帝国大学医科大学、初代薬理学教授（+ 1920年）
- 5月6日 - ジークムント・フロイト、精神分析学創始者（+ 1939年）
- 5月6日 - ロバート・ピアリー、探検家（+ 1920年）
- 5月15日 - ライマン・フランク・ボーム、児童文学作家（+ 1919年）
- 5月17日（安政3年4月14日） - 小崎弘道、牧師・神学者・思想家（+ 1938年）
- 5月31日（安政3年4月28日）- 川路利恭、内務官僚・県知事(+ 1925年)
- 6月14日 - アンドレイ・マルコフ、数学者（+ 1922年）
- 7月10日 - ニコラ・テスラ、電気技師・発明家（+ 1943年）
- 7月22日（安政3年6月21日） - 浅井忠、洋画家・教育者（+ 1907年）
- 7月26日 - ジョージ・バーナード・ショー、作家（+ 1950年）
- 8月2日 - ドミンゴス中村長八、カトリック神父・初日本人宣教師・ブラジル日本移民の使徒（+ 1940年）
- 8月3日 - アルフレッド・ディーキン、オーストラリアの首相（+ 1919年）
- 8月3日 - 伊都ヨシギク、生年に確証がある人物としては日本初のスーパーセンテナリアン (+ 1966年)
- 8月6日 - アポリナリー・ヴァスネツォフ、画家・美術家（+ 1933年）
- 9月7日 - デーブ・ファウツ、メジャーリーガー（+ 1897年）
- 9月16日 - ヴィルヘルム・フォン・グレーデン、写真家（+ 1931年）
- 9月17日 - 平岡凞、野球選手、指導者（+ 1934年）
- 9月18日（安政3年8月20日） - 海老名弾正、思想家・教育者（+ 1937年）
- 10月5日 - ユーリ・ショカルスキー、地理学者・海洋学者（+ 1940年）
- 10月16日（安政3年9月18日） - 田中舘愛橘、地球物理学者（+ 1952年）
- 10月29日 - アラサー・アヌカン、フランスの哲学史、科学史家（+ 1905年）
- 11月3日 - ジム・マコーミック、メジャーリーガー（+ 1918年）
- 11月13日 - ルイス・ブランダイス、法律家（+ 1941年）
- 11月24日 - バット・マスターソン、西部開拓時代のガンマン・保安官（+ 1921年）
- 11月29日 - テオバルト・フォン・ベートマン・ホルヴェーク、ドイツ国首相（+ 1921年）
- 12月6日（安政3年11月9日） - 上原勇作、陸軍軍人・政治家（+ 1933年）
- 12月6日 - ハンス・モーリッシュ、植物学者（+ 1937年）
- 12月11日 - ゲオルギー・プレハーノフ、社会主義者（+ 1918年）
- 12月18日 - ジョゼフ・ジョン・トムソン、物理学者（+ 1940年）
- 12月20日 - ハリー・ストービー、メジャーリーガー（+ 1937年）
- 12月22日 - フランク・ケロッグ、アメリカ合衆国国務長官（+ 1937年）
- 12月25日 - パッド・ガルヴィン、メジャーリーガー（+ 1902年）
- 12月28日 - ウッドロウ・ウィルソン[2]、第28代アメリカ合衆国大統領（+ 1924年）

### 日付不詳
- ウィリアム・アーチャー
- 愛新覚羅載漪
- 相原英賢
- 秋保親兼
- 浅野順平
- 浅野守夫
- 安島亀太郎
- 綾浪徳太郎
- 新井章吾
- 荒川高俊
- エフ・アンスティ
- 李載完
- 李完用
- フレデリック・イーストレイク
- イザベラ・フォン・クロイ
- 石井隼太
- アレクサンドル・イズヴォリスキー
- 板垣清女
- 一坂俊太郎
- 一ノ矢藤太郎
- 井上正巳
- 井口在屋
- ナフタリ・ヘルツ・インベル
- ヴィルヘルム・ヴァインガート
- フレデリック・ウィリアム・ヴァンダービルト
- ケイト・ダグラス・ウィギン
- セルゲイ・ヴィノグラドスキー
- ヨハネス・ヴィルジング
- 鵜飼節郎
- 梅垣直治郎
- アンドレイ・エベルガールト
- 大岡育造
- 大隈英麿
- 大谷喜久蔵
- 大鳴門太三郎
- 大淵龍太郎
- 大森鍾一
- 岡崎藤吉
- 小田貫一
- 織田長純
- ホセ・バッジェ・イ・オルドーニェス
- アレクサンドル・カスタルスキー
- 片岡直輝
- 門野幾之進
- 神谷伝兵衛
- 亀井忠一
- ロベルト・カヤヌス
- パッド・ガルヴィン
- 河合浩蔵
- 川上喚濤
- 川俣英夫
- 韓邦慶
- ギーゼラ・フォン・エスターライヒ
- 北白川宮智成親王
- フリードリッヒ・キュストナー
- ジャック・キュリー
- 桐山篤三郎
- 草刈親明
- フローレンス・クック
- ウォルター・グッデーカー
- 久原躬弦
- エミール・クレペリン
- ウィレム・ケス
- ウィリアム・ゴーベル
- 郡長正
- 古賀辰四郎
- 児玉徳太郎
- 小藤文次郎
- フランソワ・ゴネシア
- 小林樟雄
- ドラグティン・ゴルヤノヴィッチ＝クランベルガー
- サイイド・ムハンマド・アブドゥラー・ハッサン
- 酒井忠宝
- 佐立七次郎
- 薩埵正邦
- 佐藤昌介
- ルイス・サリヴァン
- 三遊亭小圓朝
- ミハイロ・ジヴコヴィッチ
- アンドレ・ジェダルジュ
- 志田林三郎
- エリザ・シドモア
- 柴田榮吉
- 渋谷在明
- 島田喜蔵
- 島津啓次郎
- 島村干雄
- ピェール・ルイ・ジューイ
- ルドルフ・シュタムラー
- 城泉太郎
- ジュール・ジラルデ
- アンドレアス・フランツ・ヴィルヘルム・シンパー
- 杉田日布
- 鈴木銃太郎
- トーマス・スティルチェス
- ステパ・ステパノヴィッチ
- トマス・ピーター・アンダーソン・ステュアート
- ジョージ・テンプルトン・ストロング
- ハンナ・スミス
- ポップ・スミス
- 瀬川昌耆
- 関源吉
- アンドリュー・セス
- 千田軍之助
- 高梨哲四郎
- 高橋五郎
- 高橋善一
- 高橋良斎
- 武富時敏
- ジョン・モーズリー・ターナー
- 田中稲城
- セルゲイ・タネーエフ
- 玉村康三郎
- 田村銀之助
- ダライ・ラマ12世
- 千頭清臣
- 長連豪
- 月亭都勇
- 土屋彦六
- 鶴原定吉
- ジェームズ・メイン・ディクソン
- バール・ガンガーダル・ティラク
- 出羽重遠
- 屠寄
- 湯寿潜
- ルーベン・トーレー
- 徳川篤守
- 富谷鉎太郎
- 友綱良助
- 内藤文成
- 中野信陽
- 長町耕平
- 中村蘭台
- 鍋島直虎
- 成瀬隆蔵
- 南部辰丙
- 新山荘輔
- ニコライ・ニコラエヴィチ
- 西河通徹
- 新田忠純
- 丹羽圭介
- アハド・ハアム
- ヘンリー・ライダー・ハガード
- 橋本夏子
- 波多野伝三郎
- ケア・ハーディ
- 鳩山和夫
- ウィリアム・K・バートン
- 緋縅力弥
- エミール・ピカール
- 樋口喜輔
- 土方雄志
- 平井晴二郎
- 平岡凞
- 平瀬作五郎
- ハンス・ヴィンデルシュテイン
- エンリコ・フェリ
- ジョージ・クレイトン・フォーク
- 福田馬之助
- 福羽逸人
- 舟木錬太郎
- イヴァン・フランコ
- フリードリヒ・フォン・エスターライヒ＝テシェン
- フリードリヒ2世
- レオン・フレデリック
- チャールズ・フローマン
- カール・ペータース
- ガイ・ヘッカー
- アントン・ヘッキング
- レオン・ベノワ
- エードゥアルト・フォン・ベーム＝エルモッリ
- 細川瀏
- フランク・ポドモア
- ルイ・ボニネ
- アーネスト・ウィリアム・ホブソン
- 堀井新治郎
- スヴェトザル・ボロイェヴィッチ
- フランク・ホワイト
- 本多康直
- 本間重慶
- ジェームズ・マードック
- 前田利同
- ジム・マコーミック
- 正木直太郎
- 町田則文
- 松下哲成
- 松平頼安
- 松村任三
- 松本鼎
- ジュゼッペ・マルトゥッチ
- 丸山重俊
- 水野勝寛
- 水野忠弘
- 道重信教
- 三橋信方
- 南清
- アレクサンドル・ムィシュラエフスキー
- 向山慎吉
- 陸奥亮子
- 村木雅美
- ジョージ・デウィット・メイソン
- ヘンリー・T・メイヨー
- アルジャーノン・メシュエン
- シュテファン・モクラーニャッツ
- ヘンリー・モーゲンソウ
- フェリックス・モットル
- 森田仲造
- 保田棟太
- 山田寒山
- 山本達雄
- 兪吉濬
- 湯本武比古
- 姚錫光
- 横山久太郎
- 吉井幸蔵
- 吉見輝
- ペドロ・ラスクライン
- ジョン・ラドクリフ
- ヘンリー・F・リピット
- カール・アクセル・マグヌス・リンドマン
- ネルソン・P・ルイス
- ポール・アンリ・ルコント
- カール・ルンゲ
- ギヨーム・レミー
- J・H・ロニー兄
- ロバート・フォスター
- ブッカー・T・ワシントン
- 和田維四郎
- 渡辺幽香
- 岡山篤次郎-二本松少年隊士

## 死去
- 1月17日（安政2年12月10日） - 千葉周作、北辰一刀流剣術開祖（* 1794年）
- 2月8日 - アゴスティーノ・バッシー、昆虫学者（* 1773年）
- 2月17日 - ハインリヒ・ハイネ、ドイツの詩人・作家（* 1797年）
- 2月24日 - ニコライ・ロバチェフスキー、ロシアの数学者（* 1792年）
- 3月26日 - 魏源、清の常州学派の思想家（* 1794年）
- 4月26日 - ピョートル・チャーダーエフ、ロシアの哲学者（* 1794年）
- 6月26日 - マックス・シュティルナー、ドイツの青年ヘーゲル派哲学者（* 1806年）
- 7月9日 - アメデオ・アヴォガドロ、イタリアの物理学者・化学者、アボガドロの法則発見（* 1776年）
- 7月21日（安政3年6月20日） - 渋川景佑、天文学者（* 1787年）
- 7月29日 - ロベルト・シューマン、ドイツの作曲家（* 1810年）
- 7月29日 - カレル・ハヴリーチェク・ボロフスキー、作家、政治家（* 1821年）
- 8月19日 - シャルル・ジェラール、化学者（* 1816年）
- 8月30日 - ジョン・ロス、探検家（* 1777年）
- 10月8日 - テオドール・シャセリオー、画家（* 1819年）
- 11月4日 - ポール・ドラローシュ、画家（* 1797年）
- 11月17日（安政3年10月20日） - 二宮尊徳、農政家・思想家（* 1787年）
- 11月28日（安政3年11月1日） - 広瀬淡窓、儒学者・教育者（* 1782年）
- 11月28日（安政3年11月1日） - 喜多村信節、国学者・考証学者（* 1783年）
- 12月22日（安政3年11月5日） - 足代弘訓、国学者、歌人（* 1785年）